# 好莱坞工匠
好莱坞工匠（英文名：Behind the Spotlight）是中国国内首档记录性访谈节目。节目由美国The H Collective旗下的静悟娱乐以及北京精彩时间共同出品，通过美国静悟娱乐得天独厚的资源优势立足于好莱坞。节目团队深入好莱坞制作第一线，探访电影行业幕后大师，讲述好莱坞电影幕后故事。在每一期节目中，主持人吴靖萱与好莱坞幕后电影人进行一对一访谈，对电影制作中的关键因素进行全面剖析，同时谈及银幕背后鲜为人知的故事。从奥斯卡获奖电影到当今炙手可热的商业大片，从好莱坞隐形教父到各个岗位的幕后英雄，《好莱坞工匠》将在深度解剖电影幕后工作的同时，带观众探索一些不为人知的电影趣事。
节目嘉宾包括美国奥斯卡组委会主席，前派拉蒙影业公司总裁希德·甘尼斯，环球旗下Illumination Entertainment（照明娱乐）创始人和CEO克里斯·梅勒丹德利，美国《银河护卫队》系列导演及编剧詹姆斯·古恩以及美国著名布景师，道具师斯考特·莱斯利。每一集节目时长15-20分钟，自2017年5月13日在上海东方电影频道正式开播，同时也已登陆CCTV6电影频道。网络平台方面，本节目从2017年4月在爱奇艺频道开始播出，2017年5月登陆1905电影网，每周五更新。